# Dans les montagnes de Yougoslavie
Pour plus de détails, voir Fiche technique et Distribution.
Dans les montagnes de Yougoslavie (russe : В горах Югославии ; serbe : У планинама Југославије) est un film de Partisans soviéto-yougoslave réalisé par Abram Room et sorti en 1946.

## Synopsis
Le film documente la lutte commune des partisans yougoslaves et de l'Armée rouge contre les troupes allemandes et les collaborateurs pendant la Seconde Guerre mondiale.
Slavko Babic (Nikolai Mordvinov), un paisible villageois bosniaque, prend les armes après que la guerre a frappé à sa porte. Le détachement qu'il a créé se bat pour rejoindre les partisans de Josip Broz Tito. Pendant ce temps, les soldats soviétiques, qui libèrent les villes et les villages yougoslaves, s'approchent de Belgrade.

## Fiche technique
- Titre français : Dans les montagnes de Yougoslavie[1]
- Titre original russe : V gorakh Yugoslavii, В горах Югославии[2]
- Titre serbo-croate : U planinama Jugoslavije, У планинама Југославије
- Réalisation : Abram Room
- Scénario : Gueorgui Mdivani
- Photographie : Édouard Tissé
- Musique : Iouri Birioukov
- Décors : Alexeï Outkine
- Sociétés de production : Mosfilm
- Pays de production :  Yougoslavie -  Union soviétique
- Langue originale : russe
- Format : Noir et blanc - son mono - 1,37:1 - 35 mm
- Genre : film de Partisans
- Durée : 85 minutes
- Dates de sortie : 
  - Union soviétique : 31 octobre 1946
  - Yougoslavie : 31 janvier 1948

## Distribution
- Ivan Bersenev (ru) : Josip Broz Tito
- Nikolai Mordvinov[3] : Slavko Babić
- Olga Jiznieva : Anza
- Vsevolod Sanaev : Aleksey Gubanov
- T. Likar : Milica
- Ljubisa Jovanovic : Janko
- Misa Mirkovic : Simela (comme M. Mirkovic)
- Braslav Borozan : Dragojlo (comme B. Borozan)
- Vjekoslav Afric : Ivo / Général Draža Mihailović
- Vladimir Skrbinsek : Hamdija
- Dragutin Todic : Blaza
- Stane Cesnik : Dusan
- Bojan Stupica : Maréchal Erwin Rommel
- I. Cesar : Général Schmulc
- Olivera Markovic